# Johann Peter Morgenländer
Johann Peter Morgenländer (* um 1735 in Hordorff in Halberstadt; † 12. Januar 1811) war ein preußischer Forstrat, Geheimer Finanzrat und Präsident des Oberbaudepartements.
Johann Peter Morgenländer wird erstmals 1771 als Geheimer Forstrat im Forstdepartement erwähnt. Um 1774 heiratete er in Küstrin Friederique Henriette (1757–1807), Tochter des neumärkischen Oberforstmeisters von Sohr. 1778 wurde er nach Ausscheiden des zweiten Direktors des Oberbaudepartements, Johann Christian Voß, dessen Nachfolger und Baurat, ab 1790 alleiniger Direktor und 1794 Präsident.
Er war Verfasser der sogenannten Morgenländerschen Forstbeschreibung aus dem Jahre 1780. Im April 1801 wurde er Vorsitzender der neu gegründeten Akademischen  Deputation beim Oberbaudepartement, zu der auch Riedel, Gilly, Eytelwein und Becherer gehörten. Im Jahr 1809 wurde er, inzwischen zum Geheimen Oberfinanzrat ernannt, entlassen.